# Sugar Act
Sugar Act (deutsch „Zuckergesetz“) ist die gebräuchlichste Bezeichnung für ein im April 1764 vom britischen Parlament beschlossenes Zollgesetz (4 Geo. III c. 15 gemäß der Zählung der Statutes at Large), das die britischen Kolonien in Nordamerika betraf. Andere Bezeichnungen des Gesetzes sind American Revenue Act („Gesetz zum amerikanischen Steueraufkommen“) oder schlicht Revenue Act.
Es stellte formal eine Verlängerung und Änderung des Molasses Act dar, mit dem 1733 ein Importzoll auf Melasse festgelegt worden war, der aber systematisch durch Schmuggel umgangen wurde und wirkungslos blieb. Ziel des Sugar Act war es nicht nur, dem Melasseschmuggel Einhalt zu gebieten, sondern mit den Zollerlösen die durch den Siebenjährigen Krieg (1756–1763) angespannten britischen Staatsfinanzen zu entlasten. Da der Sugar Act anders als vorige Zollbestimmungen nicht als Handelsregulierung deklariert war, sondern ausdrücklich mit der Intention erlassen wurde, das Steueraufkommen zu erhöhen, stellte er einen bedeutsamen Bruch mit der bisherigen Politik der britischen Regierung gegenüber ihren Kolonien dar. Insbesondere in den neuenglischen Kolonien rief es heftigen Widerstand hervor und führte zu zahlreichen Sabotageakten gegen die Zollbehörden und die Royal Navy sowie förmlichen Protesten der politischen Gremien der kolonialen Selbstverwaltung. Diese Auseinandersetzungen verschärften sich 1765 noch mit dem Erlass des Stamp Act und markieren den Beginn der Amerikanischen Revolution.

## Hintergrund

### Großbritannien nach dem Siebenjährigen Krieg

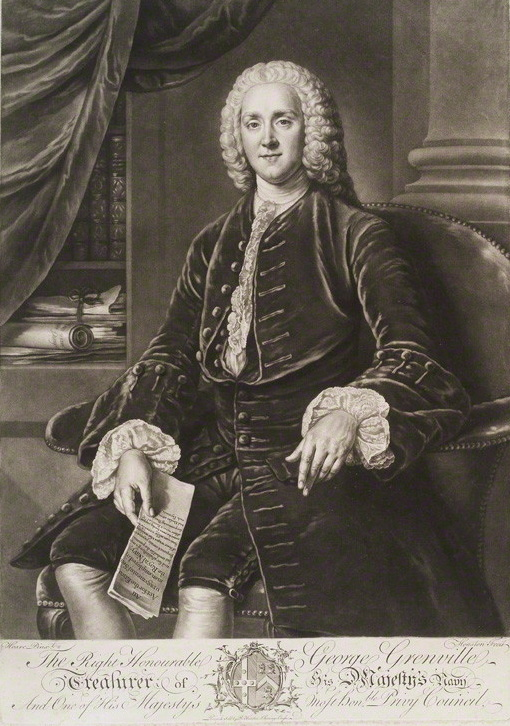
George Grenville, britischer Premierminister von 1763 bis 1765.

Das Gesetz war eine der Maßnahmen, mit denen George Grenville, seit April 1763 zugleich Premierminister und Schatzkanzler, die Staatsfinanzen zu entlasten und zugleich die Verwaltung des wachsenden Empire effektiver zu gestalten versuchte. Dieses verstärkte Eingreifen der Regierung in die Belange der Kolonien beendeten die Ära des salutary neglect, also der Politik der „wohltuenden Vernachlässigung“, mit der London in den Jahrzehnten zuvor die weitreichende Selbstverwaltung und -besteuerung der Kolonisten befördert hatte. Aus dem Siebenjährigen Krieg war Großbritannien zwar siegreich hervorgegangen und hatte etwa den größten Teil des französischen Kolonialreichs in Nordamerika hinzugewonnen, doch belastete der Krieg die Staatsfinanzen in einem zuvor ungekannten Ausmaß. Am 31. Januar 1763 beliefen sich die britischen Staatsschulden auf 122.606.336 Pfund Sterling, mehr als 4 Millionen Pfund mussten jährlich allein für die Tilgung der Zinsen aufgebracht werden. In den Kriegsjahren waren im Inland bereits zahlreiche Steuern erhöht und neue eingeführt worden, die britische Bevölkerung litt unter einer enormen Steuerlast, die zunehmend zu Unmut führte. Dennoch brachte Grenville eine Reihe von neuen Steuergesetzen durch das Parlament, die in England teils zu gewaltsamen Protesten führten, so die Erhöhung der Steuer auf Cider in den Apfel-Anbaugebieten im Südwesten des Landes.
Die Haushalte der britischen Kolonien in Nordamerika erholten sich im Gegensatz dazu in den Nachkriegsjahren schnell, vor allem da sie für ihren Beitrag am Krieg (also für Requisitionen und Kontributionen) mit Millionen aus der britischen Staatskasse entschädigt worden waren. Die Kolonisten waren von unmittelbarer Besteuerung ausgenommen, führten Steuern also ausschließlich an die Regierungen der verschiedenen Kolonien ab. Die Zolleinnahmen aus dem Außenhandel waren die einzigen Abgaben, die davon in die britische Staatskasse flossen. Schon Grenvilles Vorgänger John Stuart, 3. Earl of Bute unternahm daher Anstrengungen, die Zolleinnahmen in den Kolonien zu erhöhen und dem blühenden Schmuggel Einhalt zu gebieten. Zwar waren auch zuvor besonders in Kriegszeiten Gelder aus den Haushalten der Kolonien in den britischen Staatshaushalt geflossen, doch hatte die britische Schatzkanzlei für alle Kontributionen förmlich die Gouverneure der einzelnen Kolonien ersuchen müssen. Die Unzulänglichkeit dieses Vorgehens hatte sich gerade im vergangenen Franzosen- und Indianerkrieg gezeigt, in dem die Kolonien nur langsam und widerwillig auf Kontributionsforderungen reagierten, obwohl sie selbst zum Kriegsschauplatz geworden waren. So brachte Bute 1762 ein Gesetz auf den Weg, das die Provision für die Zolloffiziere auf die Hälfte der beschlagnahmten Schmuggelware erhöhte; ferner autorisierte er die Royal Navy, verdächtige Schiffe zu durchsuchen; im Falle einer erfolgreichen Verurteilung sollten die Offiziere der beteiligten Schiffe die Hälfte der Provision der Zöllner zu Land erhalten. Ein Rundbrief an die Gouverneure aller Kolonien schwor diese darauf ein, die Einhaltung der alten wie der neuen Zollbestimmungen zu gewährleisten.
Nicht zuletzt war der Gedanke, der hinter dem Ziel einer stärkeren Besteuerung der amerikanischen Kolonien stand, die Überzeugung, dass der Krieg, wenn auch nicht vor allem zum Wohle der amerikanischen Kolonisten geführt worden war, sie auch entsprechend an seinen Kosten und Folgekosten beteiligt werden sollten. Dabei sollten nach dem Willen Grenvilles die Mehreinnahmen aus den amerikanischen Zöllen vor allem den Unterhalt des in den Kolonien selbst stationierten Militärs finanzieren. Nach dem Frieden von Paris wurde ein 10.000 Mann starkes stehendes Heer in Amerika stationiert, ein großer Teil davon in den von Frankreich respektive Spanien abgetretenen neuen Kolonien Kanada sowie Ost- und Westflorida, da man sich offenbar der Loyalität der neuen Untertanen nicht allzu sicher schien: Die Truppen sollten die westliche Siedlungsgrenze (frontier) der „alten“ Kolonien gegen befürchtete indianische Angriffe schützen, nach dem Erlass der Königlichen Proklamation vom Oktober 1763 aber auch die indianischen Gebiete vor einem illegalen Eindringen britischer Siedler. Die Kosten für den Unterhalt der Armee in Nordamerika schätzte Grenville auf rund 220.000 Pfund im Jahr. Es schien ihm angemessen, dass die Kolonien einen Beitrag zur Finanzierung des Heeres leisten sollten, zumal es in ihrem eigenen Interesse vor Ort seinen Dienst verrichtete. Insgesamt sollten die neuen Zollbestimmungen nach Berechnungen von Grenvilles Finanzministerium Einnahmen von rund 78.000 Pfund pro Jahr erbringen, also kaum mehr als ein Drittel der für das Heer veranschlagten Kosten, für den Rest würde Westminster selbst aufkommen.

### Der Molasses Act von 1733
Grundlage für die Bestimmungen des Sugar Acts wurde ein Bericht, den die oberste Zollkommission (die Commissioners of the Customs) im September 1763 den königlichen Schatzmeistern (den Lords of the Treasury) vorlegte. Es lenkte besonderes Augenmerk auf das Versagen des Molasses Act von 1733, das den Handel mit verschiedenen Handelsgütern, insbesondere aber den von Melasse, in den Kolonien regelte. Demnach hatten die Produzenten in den britischen Westindischen Inseln einen Ausfuhrzoll von 4½d. pro Gallone zu zahlen, die Importeure in den nordamerikanischen Kolonien einen Einfuhrzoll von 6d. pro Gallone (was gut 100 % des gängigen Einkaufspreises entsprach). Der Bericht errechnete das gesamte Zollaufkommen aus dem Molasses Act und zeigte so eine merkliche Diskrepanz zwischen den Erlösen aus den westindischen und den nordamerikanischen Zollbehörden auf:
| Zeitraum  | Zollaufkommen der Westindischen Inseln | Zollaufkommen der nordamerikanischen Kolonien |
| --------- | -------------------------------------- | --------------------------------------------- |
| 1733–1742 | £97,938.10.4                           | £183.19.5                                     |
| 1742–1752 | £159,887.18                            | £10,814.18                                    |
| 1752–1762 | £262,827.10                            | £10,653.13                                    |
| gesamt    | £520,653.19.4                          | £21,652.10                                    |

Der Bericht stellte also den offensichtlichen und allgemein bekannten Umstand fest, dass der Molasses Act systematisch umgangen würde. Besonders ungeniert wurde der Melasseschmuggel in Rhode Island betrieben, der Kolonie, deren Wirtschaft am stärksten von der Rumbrennerei abhängig war; der Bericht vermerkte, dass aus dieser Kolonie seit 1744 überhaupt keine Einnahmen aus dem Molasses Act überwiesen worden waren. Weiter wies der Bericht auf den Umstand hin, dass die Zollerlöse aus den nordamerikanischen Kolonien sich auf zuletzt rund 1,800 Pfund pro Jahr beliefen, während allein der Unterhalt der Zollverwaltung im Jahr 1763 7,600 Pfund kostete. Der Bericht schloss mit einem weitreichenden Katalog empfohlener Abhilfemaßnahmen, die bald Niederschlag im Gesetzestext des Sugar Acts fanden.
Grenvilles Entwurf wurde im Verlauf der Haushaltssitzungen des Frühjahres 1764 verabschiedet. Am 22. März stimmte das House of Commons fast mit Dreiviertelmehrheit für das Gesetz, das House of Lords nickte es fast ohne Debatte ab. Am 5. April wurde das Gesetz vom König unterzeichnet und trat am 29. September 1764 in Kraft. Grenville stieß mit seinen Vorschlägen kaum auf nennenswerten Widerstand. Die Opposition um William Pitt hatte sich im Februar des Jahres in der Debatte um die Anklage von John Wilkes verausgabt und diese Machtprobe mit Grenville verloren. Im Gegensatz zu diesem politischen Präzedenzfall brachte Grenvilles Haushaltspolitik die Gemüter der Parlamentarier kaum in Wallung; seine zumindest nach dem Zeugnis Horace Walpoles recht langatmige Rede zum Budget wurde mit einer Mischung aus Gähnen und Applaus quittiert. Die Vorstellung, dass die Kolonien mindestens einen Teil der Kosten für das in ihnen stationierte Heer zu tragen hätten, stieß offenbar auf ungeteilte Zustimmung.
Die Kolonien waren im Parlament nicht repräsentiert. Ihre Interessen suchten sie in London über Agenten zu vermitteln, welche die Regierungen ihrer Kolonien über die politische Lage unterrichteten und dem britischen Kabinett etwa mittels Memoranden und Protestnoten die kolonialen Standpunkte vermittelten. Im Falle des Sugar Acts war die Handlungsfähigkeit dieser Mittelsleute jedoch schon deswegen eingeschränkt, weil die Winterstürme über dem Nordatlantik eine zügige Kommunikation verhinderten, so dass etwa die von den Regierungen von Massachusetts und Rhode Island vorbereiteten Einwendungen erst in London eintrafen, als das Gesetz bereits verabschiedet war.

## Bestimmungen

### Änderungen der Ein- und Ausfuhrzölle
Der Sugar Act führte zahlreiche neue Importzölle auf ausgewählte Handelsgüter wie Kaffee, Indigo, Piment und Zucker ein. Auf Madeirawein, der sich in den Kolonien großer Beliebtheit erfreute, wurde ein besonders hoher Zoll von 7 Pfund pro Tonne erhoben. Auf diese Art sollten die Amerikaner ermuntert werden, ihren (zollfreien) Wein von englischen Händlern zu erwerben. Neben der Einführung neuer Zölle sah der Sugar Act auch die Abschaffung von Rückzöllen auf verschiedene in die Kolonien reexportierte Handelswaren vor, etwa auf französische Spitze oder chinesische Seide, was wiederum den Absatz der dadurch umso billigeren britischen Textilien ankurbeln sollte. Für andere Handelsgüter wurden rigide Ausfuhrbeschränkungen eingeführt. Schon seit der Navigationsakte von 1660 durften bestimmte Handelsgüter ausschließlich nach Großbritannien und in britische Kolonien ausgeführt werden, so etwa Zucker, Baumwolle, Tabak, Farbhölzer, später auch Reis. Mit dem Sugar Act wurde die Liste dieser so genannten enumerated goods um Häute und Pelze, Pottasche sowie Holz erweitert.
Unter all den verschiedenen Maßnahmen war der neu festgelegte Importzoll auf Melasse besonders einschneidend. Die zahlreichen Brennereien in den Kolonien erzeugten rund 80 % ihres Rums aus französischer Melasse. Besonders in Neuengland stellte die Rumbrennerei einen bedeutenden Wirtschaftszweig dar, in Rhode Island war sie die größte Industrie überhaupt. Umgekehrt stellten die französischen Antillen mit ihren riesigen, mit hunderttausenden Sklaven bewirtschafteten Zuckerrohrplantagen einen bedeutenden Exportmarkt für amerikanisches Holz, Getreide und Fleisch dar. Der seit dem Erlass des Molasses Act zumindest auf dem Papier erhobene Einfuhrzoll von 6d. pro Gallone auf importierte Melasse wurde durch Korruption und Schmuggel systematisch umgangen; Zollbeamte ließen sich mit einem Bestechungsgeld von ½ bis 1½d. pro Gallone „beschwichtigen“. Da offenkundig war, dass der Zoll zu hoch war, als dass es sich nicht gelohnt hätte, ihn zu umgehen, senkte der Sugar Act den Zoll auf französische Melasse auf 3d. je Gallone, allerdings in der erklärten Absicht, diesen Zoll tatsächlich auch eintreiben zu wollen. Der Festlegung auf 3d ging ein Tauziehen der beteiligten Interessengruppen voraus. Die Zuckerrohrpflanzer der britischen Karibikinseln hatten hinnehmen müssen, dass die französischen „Zuckerinseln“ Guadeloupe und Martinique, die Großbritannien im Krieg zwischenzeitlich erobert hatte, im Frieden von Paris wieder an Frankreich übergingen und fürchteten umso mehr deren Konkurrenz auf dem neuenglischen Markt. Sie traten daher für einen besonders hohen Schutzzoll von 4d pro Gallone ein. Die Agenten der neuenglischen Kolonien hingegen drängten auf einen möglichst niedrigen Zoll. Jasper Mauduit etwa, der Massachusetts in London vertrat, arbeitete zunächst auf einen Zoll von 1d hin, als sich dies als allzu unwahrscheinlich erwies, sandte er gemeinsam mit den Agenten der Kolonien Rhode Island, New Hampshire und New York ein Memorandum an Grenville, in dem sie für einen Zoll von 2d warben, doch ließ sich Grenville nicht mehr erweichen.

### Reform der Zollverwaltung und -gerichtsbarkeit
Die Umsetzung der neuen Steuerpolitik erforderte auch eine grundlegende Reform der Zollverwaltung. Vor dem Sugar Act war die Eintreibung der Zölle die Aufgabe von Hafenoffizieren, die von der Regierung in London ernannt wurden. Viele von ihnen betraten jedoch kaum je amerikanischen Boden, sondern delegierten ihre Aufgaben an Untergebene, während sie in England ihre Regierungsgehälter genossen. Die Hafenaufsichten in den Kolonien setzten sich so meistenteils aus schlecht bezahlten Handlangern zusammen, die für Korruption besonders anfällig waren. Bereits vor der Verabschiedung des Sugar Act wurden 1762 alle Zöllner aufgefordert, sich unverzüglich auf ihren Posten zu begeben oder ihr Amt zu räumen (was, wie sich zeigte, tatsächlich viele einem Umzug nach Amerika vorzogen). Die Strafen für der Korruption überführte Zollbeamte wurden drastisch verschärft; selbst die Gouverneure der Kolonien wurden per Eid verpflichtet, für die Durchsetzung der Gesetze zu sorgen und regelmäßig Berichte über die Zolleinnahmen nach London zu übersenden.
Mit dem Sugar Act wurden die Zollbeamten nun mit einer weitreichenden Immunität ausgestattet. Die Schadensersatzansprüche von Reedern und Händlern, deren Schiffe und Waren zu Unrecht wegen Schmuggels konfisziert wurden, wurden begrenzt; auch sollten in solchen Fällen die Prozesskosten nicht mehr auf die Zöllner abgewälzt werden können. Zuvor hatten zumeist örtliche Geschworenengerichte derartige Fälle entschieden, die allzu oft im Interesse der Händler ihrer jeweiligen Stadt entschieden; auch sahen sich örtliche Richter, die gegen die Interessen der örtlichen Händlerklasse entschieden, oft der Feindseligkeit ihrer Nachbarn oder gar der Gewalt bestellter Mobs ausgesetzt. Zwar hatten die Staatsanwälte die Verhandlung auch Admiralitätsgerichten antragen können, doch wurden Urteile dieser unabhängigen Gerichte nicht nur allzu oft von den örtlichen ordentlichen Gerichten wieder kassiert, und die Admiralitätsrichter selbst liefen Gefahr, im Falle einer solchen Revision auf Schadensersatz verklagt zu werden. Um derartige Einflussnahmen durch lokale Interessengruppen zu unterbinden, kündigte der Sugar Act die Einrichtung eines neuen Admiralitätsgerichts an, dessen Jurisdiktion ganz Amerika umfassen sollte. Dieses neue Gericht, der Vice-Admiralty Court for All America, wurde noch im Mai des Jahres eingesetzt – auffälligerweise nicht durch einen Parlamentsbeschluss, sondern durch einen königlichen Erlass. Zum Sitz des neuen Gerichts wurde Halifax in der Kolonie Nova Scotia bestimmt, die zum einen zu weit entfernt von den großen Hafenstädten Neuenglands lag, als dass sich für viele Kläger der Weg zu einer Verhandlung gelohnt hätte, zum anderen als Garnisonsstadt von tausenden britischen Soldaten geschützt wurde.
Um den florierenden Schmuggel zu zerschlagen, wurden alle Handelsschiffe einem ausgefeilten Kontrollsystem unterworfen, wie es in den Häfen Großbritanniens schon seit langem im Gebrauch war: Reeder mussten ab jetzt für jedes ihrer Schiffe vor dem Auslaufen eine hohe Kaution bei den Zollbehörden hinterlegen. Kapitäne wurden verpflichtet, ihre gesamte Ladung vom Hafenzoll begutachten zu lassen und eine vom Zoll versiegelte Frachturkunde (cocket) mit sich zu führen; im Zielhafen musste die Ladung wiederum von Zöllnern mit dieser Urkunde verglichen werden, bevor sie gelöscht werden durfte. Jede Abweichung von der in der Frachturkunde aufgelisteten Fracht konnte einen Verlust der Kaution und eine Anklage wegen Schmuggels nach sich ziehen.

## Förmliche Proteste der Kolonien

### Massachusetts
Als die Nachrichten von Grenvilles Absichten im Herbst 1763 die Kolonien erreichten, lösten sie unter den vom Seehandel abhängigen Händlereliten der neuenglischen Küstenstädte, besonders in Massachusetts und Rhode Island, eine rege publizistische und später zunehmend politische Tätigkeit aus. Da diese Klasse in den Parlamenten und Ämtern der Kolonien dominierte, konnte sie erwirken, dass die Regierungen der Kolonien bald offizielle Petitionen, Remonstranzen und Memoranden an die Adresse des britischen Parlaments oder des Königs aufsetzten. Die öffentliche Meinung in den Kolonien suchten sie durch eine Flut von zumeist anonymen Zeitungsartikeln und Pamphleten zu beeinflussen.
In Massachusetts waren die Händler der Hauptstadt Boston federführend beim Widerstand gegen die Einführung des Sugar Acts. Waren sie schon zuvor lose organisiert, so veranlasste sie das drohende Gesetz, sich förmlich in einer Society for Encouraging Trade and Commerce zusammenzuschließen. Im Dezember 1763 setzte diese ein an den Rat der Kolonie gerichtetes Memorandum zu Zustand und Zukunft des Handels (State of Trade) auf, von dem sie Kopien an befreundete Händler in anderen Städten sandten. Bald bildeten sich nach dem Bostoner Vorbild ähnliche Zusammenschlüsse, so in Plymouth, Marblehead, Salem, im Februar dann in New York City, später auch in anderen Kolonien. In den nächsten Monaten und Jahren standen diese Händlerclubs in zunehmend intensiver Korrespondenz; sie sind so ein direkter Vorläufer der „Committees of Correspondence“, denen im späteren Verlauf der Amerikanischen Revolution eine Schlüsselrolle bei der Koordination des Vorgehens der verschiedenen aufständischen Kolonien zukam. Im Falle des Sugar Acts bewirkte die Intervention der Society indes noch keine offizielle Stellungnahme. Eine Kopie des State of Trade wurde zwar an William Bollan geschickt, einen der Agenten von Massachusetts in London, doch kam bei ihm nur das Begleitschreiben an, und das auch erst am 10. April 1764, fünf Tage, nachdem der König das Gesetz unterzeichnet hatte. Jasper Mauduit, ein weiterer Agent der Kolonie in London, begann im Februar und März des Jahres in Ermangelung neuer Anweisungen aus Boston, auf eigene Faust eine Petition an Grenville zu entwerfen und die Agenten der anderen Kolonien dazu zu bewegen, sie zu unterstützen; die Bemühungen zur Kooperation gestalteten sich aber schwierig. Schließlich unterschrieben neben Mauduit nur drei weitere Agenten für Rhode Island, New Hampshire und New York. Es ist zweifelhaft, ob die Einreichung jemals Grenvilles Beachtung fand, in den Parlamentsdebatten kam sie nicht zur Sprache.

### Rhode Island
In Rhode Island war Stephen Hopkins, der Gouverneur der Kolonie, selbst die treibende Kraft beim Protest gegen die Einführung des Sugar Acts. Hopkins hatte früh die Bedeutung der Presse bei der Beeinflussung der öffentlichen Meinung erkannt und gehörte sowohl zu den Gründern als auch zu den führenden Autoren der Providence Gazette, einer der Zeitungen Rhode Islands. Hier veröffentlichte er am 14. und 21. Januar 1764 in zwei Teilen anonym seinen Essay on the Trade of the Northern Colonies of Great Britain in North America, in denen er in drastischen Worten vor den wirtschaftlichen Folgen des Gesetzes warnte. Schließlich forderte er den Gouverneur der Kolonie – also sich selbst – auf, die Generalversammlung zu einer außerordentlichen Sitzung einzuberufen. Dies erfolgte zwar zunächst nicht, doch folgten viele der führenden Händler und Politiker dem Aufruf des Autors, sich am 23. Januar im Gerichtshaus des kleinen Dorfes South Kingstown zu treffen. Diese bildeten ein Komitee (seine Mitglieder wurden nicht bekannt gegeben), das nach dem Vorbild der Bostoner Society ein Pamphlet mit dem Titel State of Trade aufsetzte. Nur einen Tag später fand sich an gleicher Stelle eine außerordentliche, aber offizielle Sitzung der Generalversammlung ein. In den nächsten Tagen erarbeitete sie auf Grundlage des State of Trade eine offizielle Remonstranz der Kolonie an die Adresse des britischen Parlaments. Sie erreichte Providence aber erst Mitte Februar, wo zunächst kein Schiff bereitstand, so dass die Remonstranz London erst im April erreichte, als das Gesetz schon unterzeichnet war. Die Verantwortung für diese Verzögerung trug vermutlich Henry Ward, der Sekretär der Kolonie, mit dem Hopkins seit langer Zeit in einer innigen privaten wie politischen Fehde verbunden.

## Passiver und aktiver Widerstand der Bevölkerung

### Sabotageakte gegen die Royal Navy
Die Umsetzung des Sugar Acts führte bald zu teils gewaltsamen Konflikten zwischen der Bevölkerung der neuenglischen Hafenstädte einerseits und den neuen Zollbeamten und der Royal Navy andererseits. Insbesondere der Navy wurde bald ein Übereifer bei der Bekämpfung des Schmuggels nachgesagt. Da ihre Offiziere an der von ihnen beschlagnahmten Schmuggelware beteiligt wurden und so eine lukrative Erwerbsquelle witterten, brachten britische Kriegsschiffe nun in den Küstengewässern von Georgia bis Massachusetts jede noch so unscheinbare Schaluppe auf, selbst in den Hafengewässern und auf dem Delaware River bis nach Philadelphia hinauf. Das Verhältnis zwischen der Zivilbevölkerung und der Navy war von jeher angespannt, da insbesondere in Kriegsjahren bisweilen Trupps der Navy anlandeten und nichtsahnende junge Männer einfingen, um sie in den Marinedienst zu „pressen“; umgekehrt fanden viele Marinedeserteure auf Handelsschiffen einen Erwerb. Das gegenseitige Misstrauen verschärfte sich mit dem Sugar Act noch, da die Navy nun, selbst wenn sie schon keine Schmuggelware vorfand, oft versuchte, Matrosen der aufgebrachten Schiffe als vermeintliche Deserteure festzunehmen und in den Dienst zu pressen.
Die Gegenmaßnahmen der Kolonisten nahmen vielerlei Gestalt an; zu den harmloseren Aktionen zählten noch anonyme Briefe Bostoner Kaufleute an die Behörden in London, in denen sie sich über die „unanständigen Weiber“ beklagten, die die Offiziere der Navy angeblich mit sich nach Boston brächten und das dortige Moralempfinden verletzten. In vielen Häfen wurde sichergestellt, dass keine Lotsen bereitstanden, wenn ein Kriegsschiff nach Geleit verlangte; Lotsen, die diesen Dienst dennoch übernahmen, wurden drangsaliert. Verirrten sich kleinere Gruppen von Soldaten der Navy beim Landgang, wurden sie oft von Mobs tätlich angegriffen. Nicht immer blieb es bei Handgreiflichkeiten; auf einem Passagierschiff, das zwischen Boston und Neufundland pendelte, wurden im Herbst 1764 Soldaten der britischen Kriegsschiffe HMS Cygnet und HMS Jamaica gar mit Äxten angegriffen und von Bord geworfen. Der Widerstand gegen die Navy wurde von den örtlichen Kolonialbeamten teils tatkräftig unterstützt, so im Falle des britischen Schoners St. John, der im Sommer 1764 in der Narragansett Bay kreuzte, die Küstenschiffer drangsalierte und auch einige Einwohner des Umlands in ihren Dienst gepresst hatte. Den Versuch eines Trupps der St. John, anzulanden, um einen Deserteur einzufangen, schlug eine Gruppe Einheimischer mit einem Steinhagel zurück, zudem gelang es ihr, einen Offizier in ihre Gewalt zu bringen und zu entführen. Wenig später beschuldigten einheimische Bauern Soldaten der St. John, ihnen Hühner und Schweine gestohlen zu haben. Der Sheriff von Newport verlangte daraufhin vom Kapitän des Schiffes vergeblich die Auslieferung der Diebe und wandte sich danach an den Rat des Gouverneurs. Dieser wies seine Miliz an, eine Ausfahrt der St. John aus der Narrangansett Bay zu verhindern, bis der Fall geklärt sei. Als die HMS St. John dennoch lossegelte, eröffneten die Kanoniere des Fort George das Feuer auf das Schiff, das jedoch unbeschadet entkommen konnte.

### Sabotageakte gegen die Zollverwaltung
In anderen Fällen wurden die Zollbeamten Ziel der Angriffe. So stellte im Frühjahr 1765 John Robinson, der neue Zöllner von Newport, mit Hilfe der Navy die verdächtige Slup Polly an der Küste nahe Dighton und machte sich darauf auf den Weg nach Newport, um eine Anklage gegen den Schiffseigentümer vorzubereiten und eine Mannschaft für die Überführung des beschlagnahmten Bootes zu rekrutieren. Kurz darauf überlisteten Männer mit geschwärzten Gesichtern die zurückgelassene Wachmannschaft, löschten die Ladung mitsamt der Segel, Seile und Anker und schlugen Löcher in den Rumpf des Bootes. Als Robinson zurückkehrte, nahm ihn ein Sheriff fest: der Schiffseigentümer hatte ihn beim örtlichen Gericht auf 3.000 Pfund Schadensersatz für den Verlust der Ladung und die Schäden an seinem Boot verklagt. Robinson wurde genötigt, unter den Augen eines johlenden Mobs acht Meilen bis Taunton zu laufen, wo er für zwei Tage im Gefängnis verbringen musste, bis sich schließlich ein Bürge für ihn fand.
Trotz der gestiegenen Gefahr, gefasst zu werden, blühte der Schmuggel also weiterhin, wie mindestens die offiziellen Statistiken zum Steueraufkommen in den Jahren nach 1764 nahelegen. Die geübten Schmuggler landeten an abgelegenen Küstenabschnitten an und transportierten die Ladung über Land zu den Destillerien. Die neue Generation von Zollbeamten zeigte sich gegenüber Bestechungsversuchen zwar nicht so offen wie die alte, doch fanden sich Alternativen. So stationierten die amerikanischen Importeure Agenten auf den Westindischen Inseln, um die dortigen Zöllner zu bestechen und so an falsche Papiere zu gelangen. Die Melasse wurde in diesem Arrangement zunächst von den niederländischen oder französischen auf die britischen Zuckerinseln gebracht, dort zu einheimischen Erzeugnissen umdeklariert und anschließend nach Norden verschifft.

### Boykott britischer Importe
Schließlich zeigten sich 1764 erste Ansätze zu einem organisierten Boykott britischer Waren; dieses so genannte non-importation movement wurde im weiteren Verlauf der Amerikanischen Revolution zu einem gewichtigen wirtschaftlichen Druckmittel der Kolonien gegenüber dem Mutterland. In Neuengland ermunterten Zeitungsartikel die weibliche Bevölkerung, ihre Eitelkeit zu überwinden, auf importierte Stoffe und Spitze zu verzichten, und stattdessen vor Ort produzierte Kleidung zu kaufen. In Philadelphia gelobten die Freiwilligen Feuerwehren, dem Verzehr von importiertem Bier zu entsagen, um die Brauereien der Stadt zu unterstützen, und kein Lammfleisch mehr zu essen, um die heimische Wollproduktion anzukurbeln. In New York bildete sich eine Society for the Encouragement of the Arts, Agriculture, and Economy und lobte Prämien für die erfolgreiche Herstellung von Waren aus, die bislang importiert worden waren. Robert R. Livingston bemerkte, dass es in der Stadt nun verpönt war, sich in importierten Kleidern zu zeigen, selbst Cadwallader Colden, der Gouverneur der Kolonie, folgte dieser neuen politischen Mode.

### Sekundärliteratur
- Thomas C. Barrow: Trade and Empire: The British Customs Service in Colonial America, 1660–1775. Harvard University Press, Cambridge, Mass. 1967.
- John L. Bullion: A Great and Necessary Measure: George Grenville and the Genesis of the Stamp Act, 1763–1765. University of Missouri Press, Columbia 1982, ISBN 0826203752.
- Lawrence Henry Gipson: The British Empire before the American Revolution, Band X: The Triumphant Empire: Thunder-Clouds Gather in the West, 1763–1766. Alfred A. Knopf, New York 1961.
- Allen S. Johnson: The Passage of the Sugar Act. In: The William and Mary Quarterly, 3. Folge, Heft 16:4, 1959, S. 507–514.
- Edmund S. Morgan und Helen M. Morgan: The Stamp Act Crisis: Prologue to Revolution. University of North Carolina Press, Chapel Hill 1953. Neue, erweiterte Ausgabe: University of North Carolina Press, Chapel Hill 1995. ISBN 0807845132
- John Philipp Reid: Constitutional History of the American Revolution, Band II: The Authority to Tax. University of Wisconsin Press, Madison 1987. ISBN 0-299-11290-X
- P. D. G. Thomas: British Politics and the Stamp Act Crisis: The First Phase of the American Revolution, 1763–1767. Clarendon Press, 1975. ISBN 0198224311
- Frederick Bernays Wiener: The Rhode Island Merchants and the Sugar Act. In: The New England Quarterly 3:3, 1930, S. 464–500.